# Бєльці
Більці, також Бєльці (рум. Bălți) — найбільше місто у північній частині Республіки Молдова, на річці Реуті (басейн Дністра), приблизно за 127 км на північний захід від Кишинева. Друге місто за економічною важливістю, третє за кількістю населення у країні. Муніципій Більці — це найважливіший транспортний вузол (2 залізничних вокзала (Бєльці-Слободзея, Бєльці-Ораш), аеропорт, автовокзал, а також промисловий округ, культурний та діловий центр, який найчастіше називають «північною столицею» Молдови.

## Назва
Назва походить від румунського слова «бєлць», що означає «болота, калюжі» (в однині — «бáлте» чи «бáлце»). Вважається, що місто отримало таку назву через те, що розташоване серед боліт і замулених озер. Така етимологія споріднює місто з українським містом Балта.
Українська назва міста — Більці.

## Географія
Місто розташоване на півночі Молдови, по обидва береги річки Реут. Більша частина міста лежить навкруги болота в центрі Бельців. Житлові квартали міста оточує Білицький степ. Територією міста протікають річки Копачанка і Флемінде (басейн річки Реута). На території є штучні стави: Комсомольське, Городське, Кирпичне. Площа міста — 41,42 км² з передмістями — 78 км².

### Клімат
Місто знаходиться у зоні, котра характеризується вологим континентальним кліматом з теплим літом. Найтепліший місяць — липень із середньою температурою 20.3 °C (68.6 °F). Найхолодніший місяць — січень, із середньою температурою -4 °С (24.8 °F).
| Клімат Бєльць           | Клімат Бєльць | Клімат Бєльць | Клімат Бєльць | Клімат Бєльць | Клімат Бєльць | Клімат Бєльць | Клімат Бєльць | Клімат Бєльць | Клімат Бєльць | Клімат Бєльць | Клімат Бєльць | Клімат Бєльць | Клімат Бєльць |
| Показник                | Січ.          | Лют.          | Бер.          | Квіт.         | Трав.         | Черв.         | Лип.          | Серп.         | Вер.          | Жовт.         | Лист.         | Груд.         | Рік           |
| Середній максимум, °C   | −0,5          | 1,3           | 7             | 15,9          | 22            | 24,9          | 26,2          | 26            | 21,8          | 15,2          | 7,6           | 2,1           | 14,1          |
| Середня температура, °C | −4            | −2            | 2,7           | 10,2          | 15,9          | 19            | 20,4          | 19,8          | 15,7          | 9,8           | 4             | −0,9          | 9,2           |
| Середній мінімум, °C    | −7,5          | −5,4          | −1,6          | 4,5           | 9,9           | 13,1          | 14,5          | 13,5          | 9,5           | 4,3           | 0,3           | −4            | 4,3           |
| Норма опадів, мм        | 31            | 28            | 28            | 44            | 55            | 86            | 79            | 49            | 43            | 22            | 34            | 30            | 529           |
| Днів з опадами          | 11            | 11            | 9             | 11            | 12            | 13            | 11            | 8             | 8             | 6             | 9             | 11            | 120           |
| ----------------------- | ------------- | ------------- | ------------- | ------------- | ------------- | ------------- | ------------- | ------------- | ------------- | ------------- | ------------- | ------------- | ------------- |
| Джерело: Weatherbase    |               |               |               |               |               |               |               |               |               |               |               |               |               |

## Історія
Перша документальна згадка про існування поселення на місці сучасних Бєльці датується 1421 роком. Цей рік прийнято вважати роком заснування міста.
1779 року на запрошення турецького паші в Бєльцях оселилися єврейські купці.
Розташоване на перехресті великих доріг, які пов'язували Чернівці, Хотин, Сороки з Кишиневом, Бендерами, Аккерманом, Ізмаїлом, місто поступово ставало значним торговим центром Бессарабії. Головним предметом торгівлі була худоба.
У 1894 році була побудована залізниця Більці-Унгени-Кишинів та Рибниця-Більці-Окниця.
Економічний розвиток Бєльців продовжувався і після приєднання Бессарабії до Румунії в 1918 році.
Бєльці сильно постраждали під час Другої світової війни. Більшість єврейського населення, що залишилося в місті, було вбито.
У 1991 році проголошено незалежність Молдови, місто стало другим за розміром в незалежній країні після столиці.

## Промисловість
3аводи: спиртовий, винно-коньячний, цукровий, кукурудзо-калібрувальний, будматеріалів, 2 маслозаводи, м'ясокомбінат, хутряна, головних уборів, швейна, меблева фабрики тощо.
1 травня 2024 року в Бєльця відкрито «МакДональдз», перший заклад в країні поза столичним регіоном.

## Транспорт
У місті розташовані дві залізничні станції (Бєльці-Ораш та Бєльці-Слободзея).

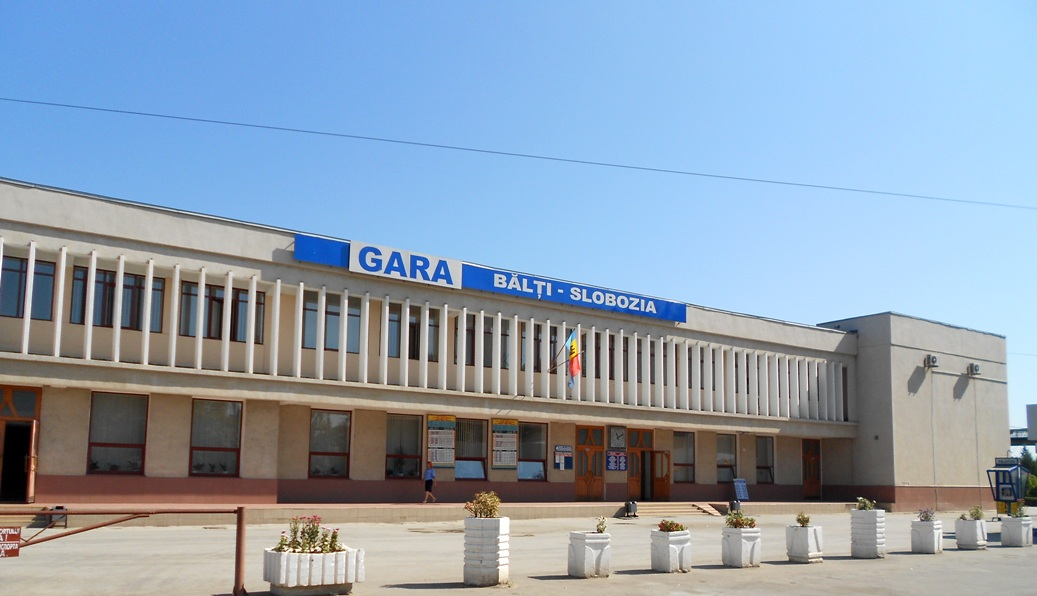
Залізничний вокзал станції Бєльці-Слободзея

26 червня 1972 року в місті відкритий тролейбусний рух. Обслуговує підприємство — «Тролейбусне управління міста Бєльці».

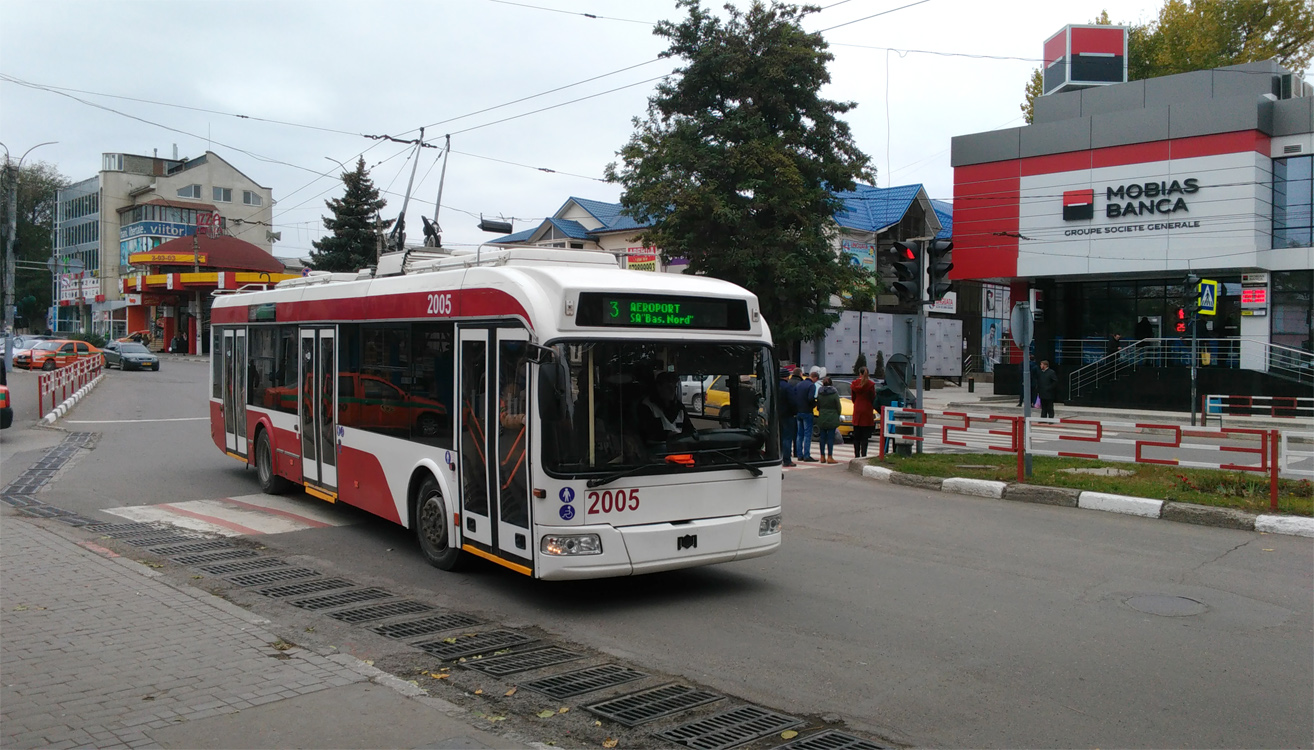
БКМ 321
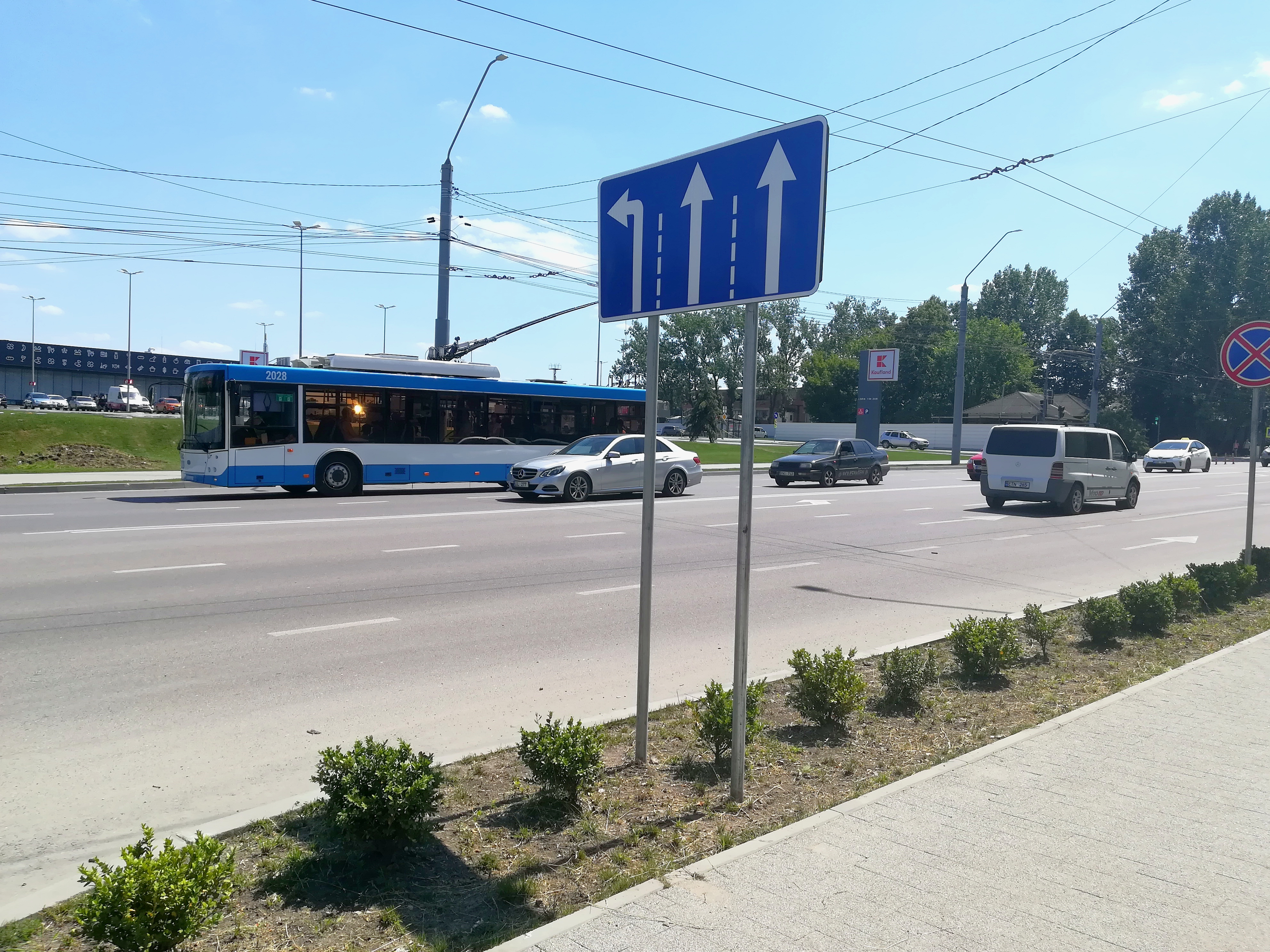
Дніпро Т203

В місті з 1973 року функціонує центральний автовокзал, з якого відправляються місцеві, міжрегіональні і міжнародні автобусні рейси.
Бєльці є один із двох центрів цивільної авіації, у минулому — центром військової авіації Молдови. Під час Другої світової війни головну військово-повітряну базу в Бельцах у Сінгуренах обслуговували 5 передових авіабаз: дві в Молдовській РСР та три в Українській РСР.
В місті Бєльці розташовані два аеропорти:
- Бєльці-Місто;
- Бєльці-Лядовени.

## Адміністративно-територіальний устрій
До складу Бельцької міської ради входять два села: Єлизавета та Садовоє.

## Населення
Згідно з офіційними даними Відділу статистики та соціології Республіки Молдова, станом на 1 січня 2006 року постійне населення м. Бєльці становило 122,7 тис. осіб. Разом із навколишніми передмістями (3,5 тис. у Єлизаветівці, 1,4 тис. — у Садовому  [Архівовано 13 лютого 2008 у Wayback Machine.]) Бєльці утворюють Бєльцький муніципалітет із сукупним населенням 127,6 тис. мешканців.
Згідно з даними перепису 2004 року, населення м. Бельці становило 127 561 особу; в 2014 році - 102 457 осіб.
Етнічний склад міста:
| Національність   | 2004           | 2004      | 2014           | 2014      |
| Національність   | Кількість осіб | Частка, % | Кількість осіб | Частка, % |
| ---------------- | -------------- | --------- | -------------- | --------- |
| молдовани/румуни | 69 135         | 54,20     | 59 903         | 58,47     |
| українці         | 30 288         | 23,74     | 17 454         | 17,04     |
| росіяни          | 24 526         | 19,22     | 15 150         | 14,79     |
| болгари          | 297            | 0,23      | 188            | 0,18      |
| гагаузи          | 243            | 0,19      | 130            | 0,13      |
| інші             | 2889           | 2,26      | 1 602          | 1,56      |
| без відповіді    | 183            | 0,16      | 8 030          | 7,83      |

### Результати всіх переписів населення[25]
| Рік                    | 1897 | 1930 | 1959 | 1970  | 1979  | 1989  | 2004  | 2014  |
| ---------------------- | ---- | ---- | ---- | ----- | ----- | ----- | ----- | ----- |
| Кількість (тис. осіб.) | 18,5 | 30,6 | 67,7 | 105,5 | 126,9 | 161,5 | 127,6 | 102,5 |

Пояснення: у 1897 році перший перепис населення Російської імперії; у 1930 році — перепис населення Румунії; у 1959, 1970, 1979, 1989 роках проводилися Всесоюзні переписи населення.

### Мова
Розподіл населення міста Бельці за повсякденною мовою за даними перепису 2014 року:
| Мова                 | Кількість осіб | Частка, % |
| -------------------- | -------------- | --------- |
| російська            | 47 578         | 46,44     |
| молдовська/румунська | 44 803         | 43,73     |
| українська           | 1 058          | 1,03      |
| циганська            | 101            | 0,10      |
| інші                 | 195            | 0,19      |
| не вказали           | 8 722          | 8,51      |
| всього               | 102 457        | 100,00    |

## Культура
Фестивалі:

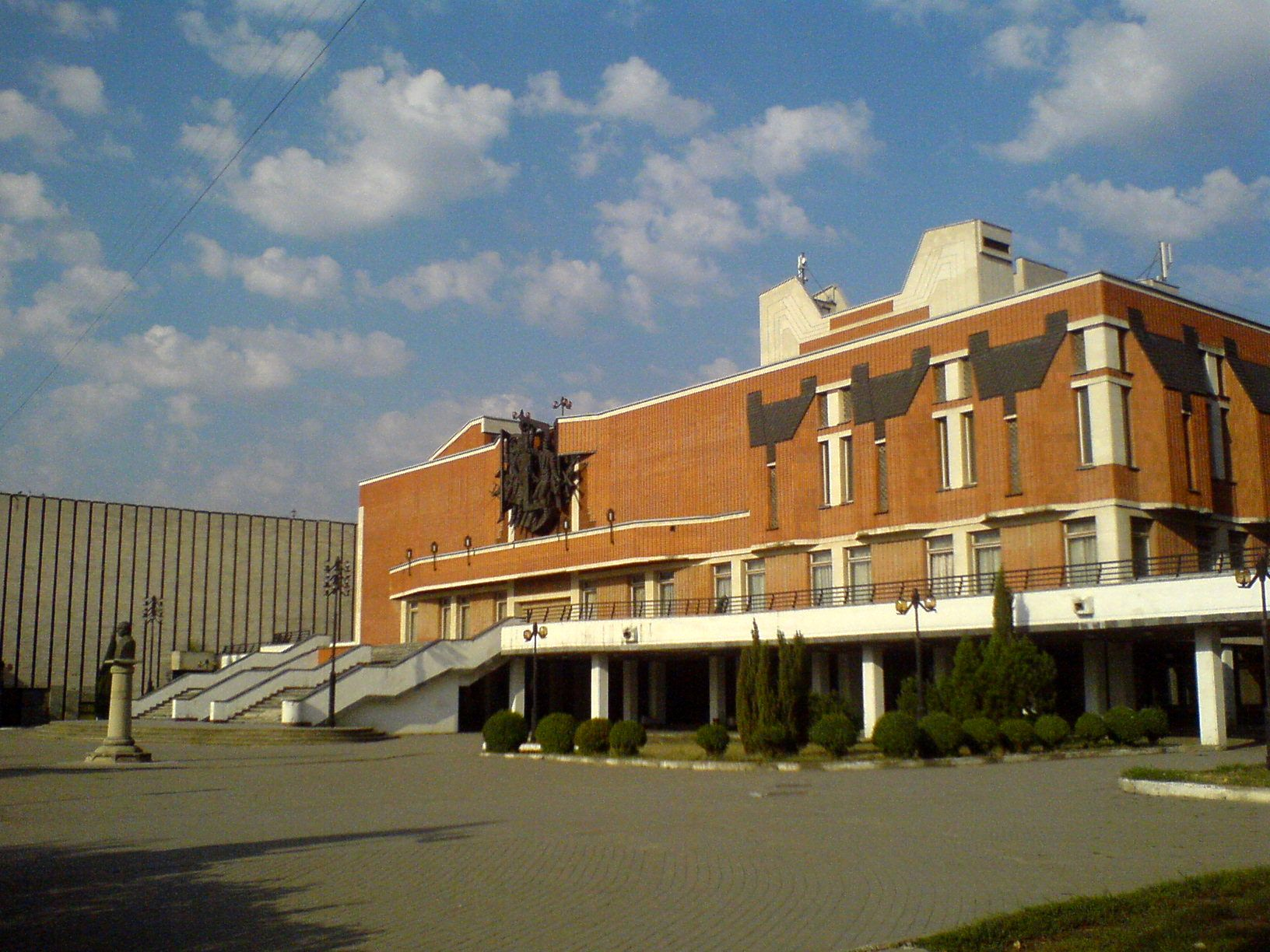
Національний театр імені Васіле Александрі

- Міжнародний фестиваль молодих виконавців «Хрустальный аист».
- Етнокультурний фестиваль «Єдність через різноманіття»

Заклади культури:
- Національний театр імені Васіле Александрі
- Регіональний музей історії та етнографії
- Картинна галерея імені Антіоха Кантеміра
- Муніципальна бібліотека імені Еуджена Кошеріу (румунська).
- Муніципальний палац культури
- Центр культури та молоді (колишній Будинок культури заводу РЕУТ)
- Палац культури «Флакера» (8-й квартал)
- Палац культури «Молдова»
- Кінотеатр «Patria-Balti»

## Пам'ятки історії та архітектури
- Церква Святого Миколая (1795)
- Церква Різдва Богородиці (1884)

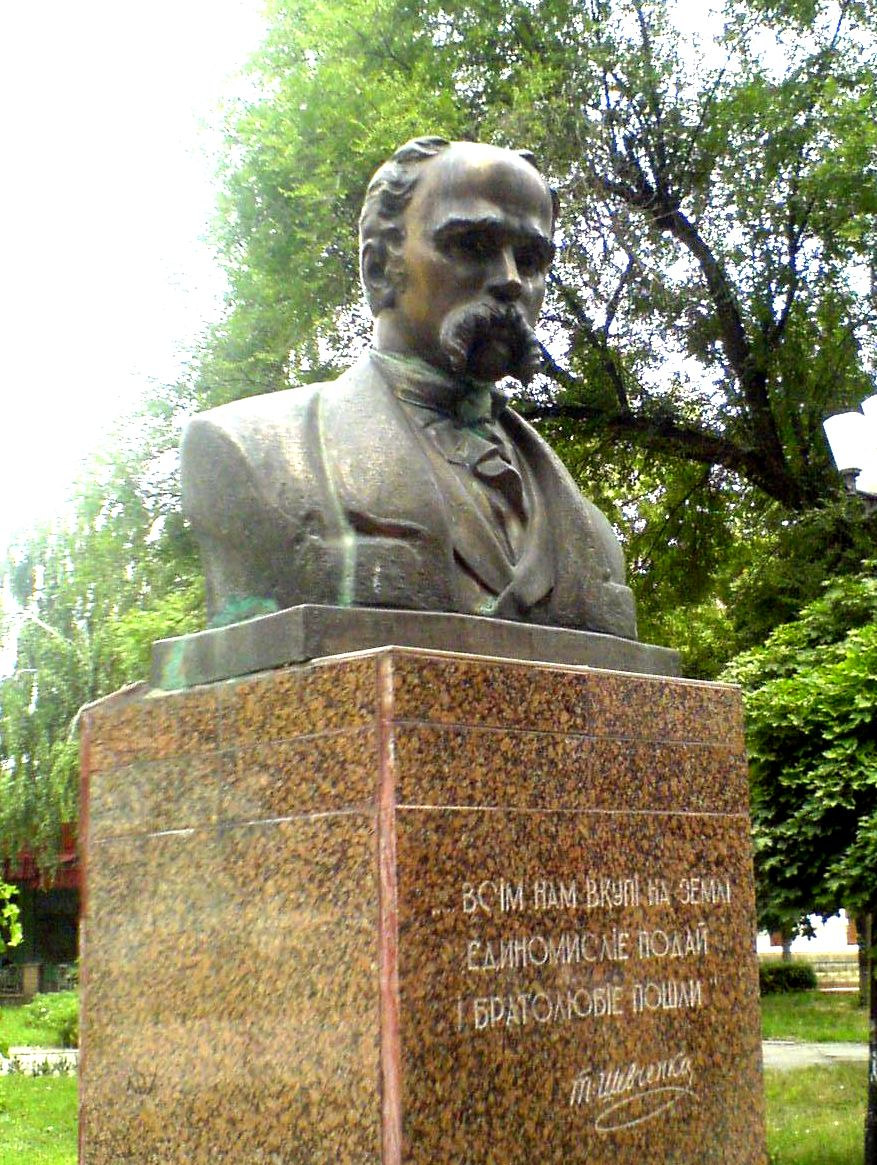
Пам'ятник Тарасу Шевченку

- Церква Святого Григорія, просвітителя Вірменії (1916)
- Собор Святих Рівноапостольних Костянтина і Олени (1935)
- Церква Святого Преподобної Параскеви (1934)
- Церква Святих Апостолів Петра і Павла (1929)

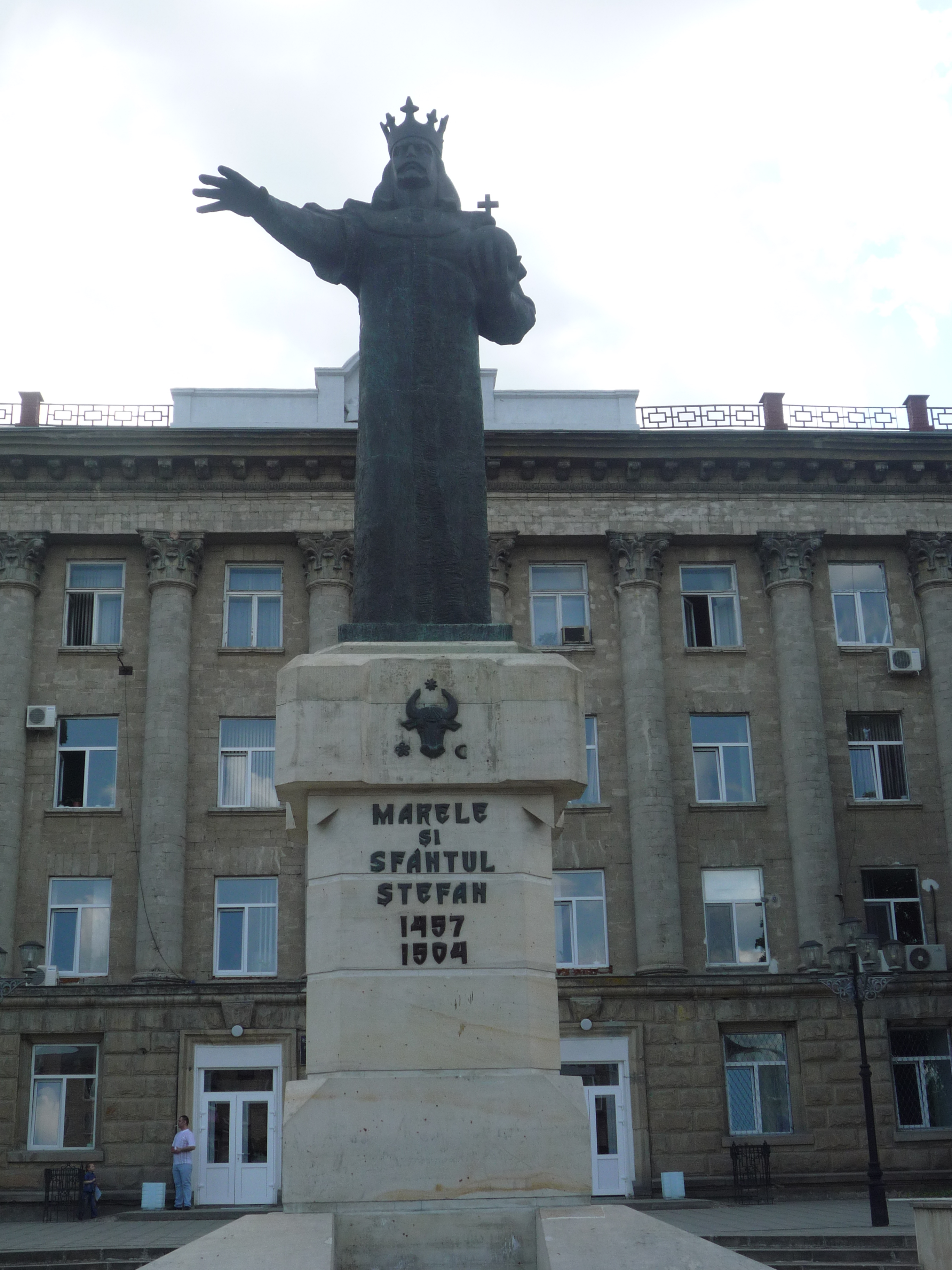
Монумент Стефану Великому

- Церква Святих Архангела Михаїла і Гавриїла (1933)
- Будівля Бєльцького єпархіального управління (1934)
- Пам'ятник воїнам, полеглим в Афганістані (1999)
- Пам'ятник Тарасові Шевченку (2001)
- Пам'ятник Стефанові Великому (2003).
- Маріїнський сквер
- В 2020 году поставлено бюст румунського короля Фердинанда I. Автор молдавский скульптор В'ячеслав Жиглицький[26]

## Освіта
Заклади вищої освіти:

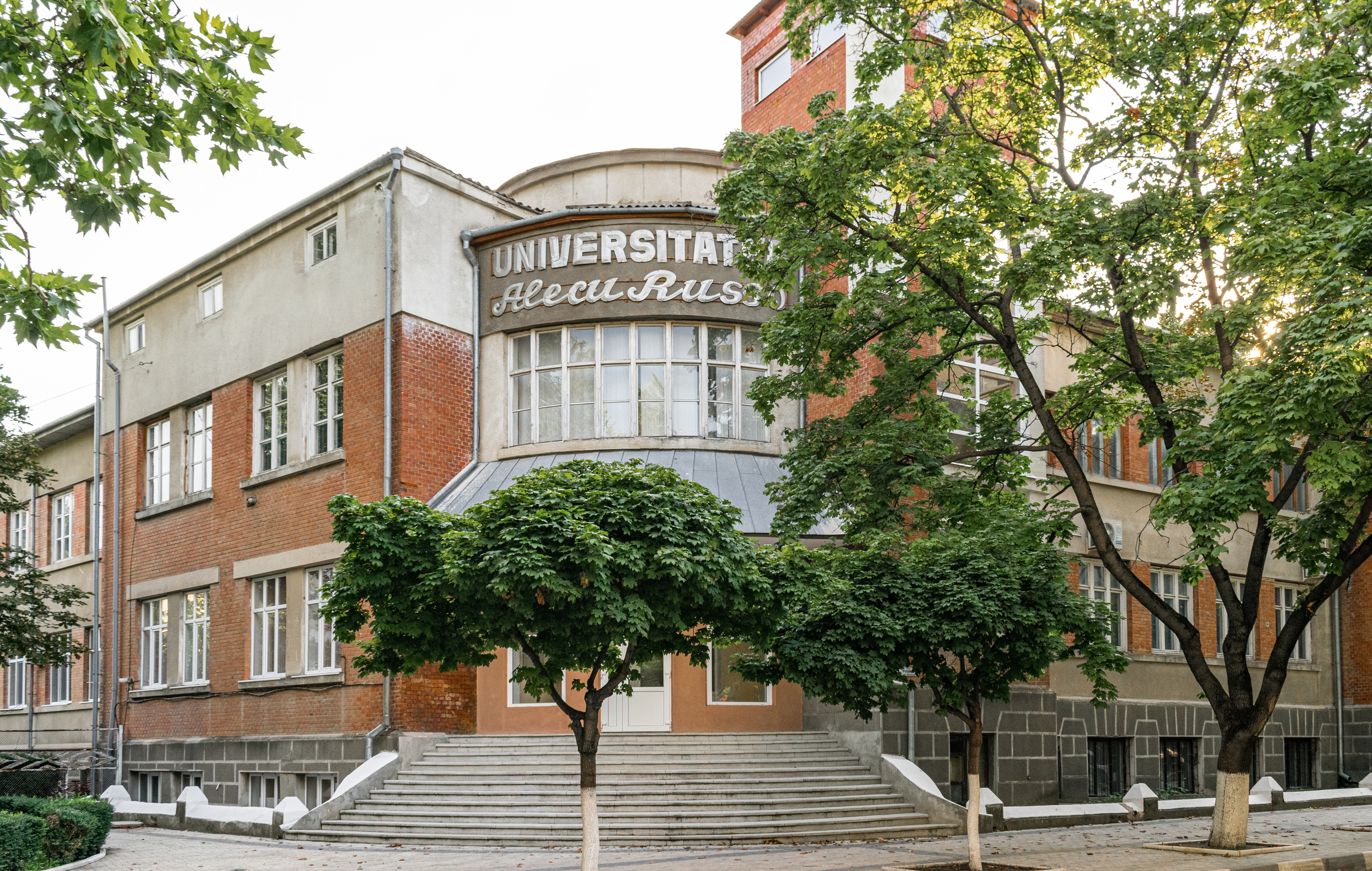
Бєльцький державний університет

- Бєльцький державний університет імені Алеко Руссо [27]
- Дністровський інститут економіки і права
- Бєльцька філія Балтійського інституту економіки, політики і права
- Бєльцький навчальний центр молдовської філії Сучасного гуманітарного інституту (академії).

Заклади середньо-спеціальної освіти:
- Педагогічний коледж імені Й. Крянґе
- Політехнічний коледж
- Медичний коледж
- Музично-педагогічний коледж
- Технічний коледж залізничного транспорту
- Коледж легкої промисловості.

Заклади середньої освіти:
- 12 теоретичних ліцеїв
- 10 середніх шкіл
- 2 гімназії
- 1 початкова школа

У місті також діють 36 дитячих дошкільних закладів.

## Релігія
Релігійний склад:православні — 110 961, баптисти — 2609, католики — 990, адвентисти сьомого дня — 576, п'ятидесятники — 487, методисти — 296, євангельські християни — 166, мусульмани — 106, пресвітеріани — 77, старообрядці — 47, реформати — 44, послідовники інших вірувань — 2161; атеїсти — 544 осіб, агностики — 3304, без відповіді — 5193.

## Міста-побратими
| Місто        | Країна            | Дата угоди |
| ------------ | ----------------- | ---------- |
| Стрий        | Україна           | 1980       |
| Смолян       | Болгарія          | 1985       |
| Ларіса       | Греція            | 1986       |
| М'єркуря-Чук | Румунія           | 1993       |
| Дюла         | Угорщина          | 1995       |
| Орша         | Білорусь          | 1996       |
| Ізмір        | Туреччина         | 1997       |
| Хмельницький | Україна           | 1997       |
| Лейкленд     | США, штат Флорида | 1997       |
| Кесон        | Північна Корея    | 1997       |
| Вітебськ     | Білорусь          | 2002       |
| Речиця       | Білорусь          | 2005       |
| Мілес        | Греція            | 2006       |
| Чернівці     | Україна           | 2013       |

## Відомі особи
- Альперін Михайло Юхимович — джазовий музикант, у 1970-ті роки жив і навчався у місті Бєльці.
- Борщак Ілько (1894—1959) — український політичний діяч, історичний публіцист і журналіст єврейського походження.
- Брандіс Ірина Михайлівна (* 1973) — радянська, молдовська і румунська шахістка.
- Ботнарюк Вадим Маркович — продюсер
- Волонтир Міхай Єрмолайович (1934—2015) — актор
- Григорій (Герш) Якович Пінкензон (1915—1976) — ізраїльський політичний діяч, відомий як Цві Гершоні
- Глейбман Єва Вольфівна — молдавська радянська лінгвістка.
- Добровольський Юрій Антонович — льотчик-випробувач, Герой Радянського Союзу.
- Ільєнко Владеліна Олегівна (* 1976) — українська та російська яхтсменка. Майстер спорту міжнародного класу (вітрильний спорт).
- Лернер Ісай Петрович (1911—1976) — український терапевт.
- Новгородський Володимир Михайлович (1962—2016) — старший сержант Збройних сил України, учасник російсько-української війни.
- Панчук Василь Тарасович — примар муніципію Белць.
- Плохотнюк Євген Пилипович — ректор Бельцького державного університету ім. Алеку Руссо.
- Ріхтер Анатолій Петрович (нар. 1930) — український співак (бас), народний артист УРСР.
- Семерня Олесь, художник, автор понад 600 картин.
- Феона Олексій Миколайович (1879—1949) — видатний діяч радянської оперети, актор і режисер, заслужений діяч мистецтв РРФСР (1941), народний артист Карельської АРСР (1943), організатор Ленінградського театру музичної комедії.

## Консульства

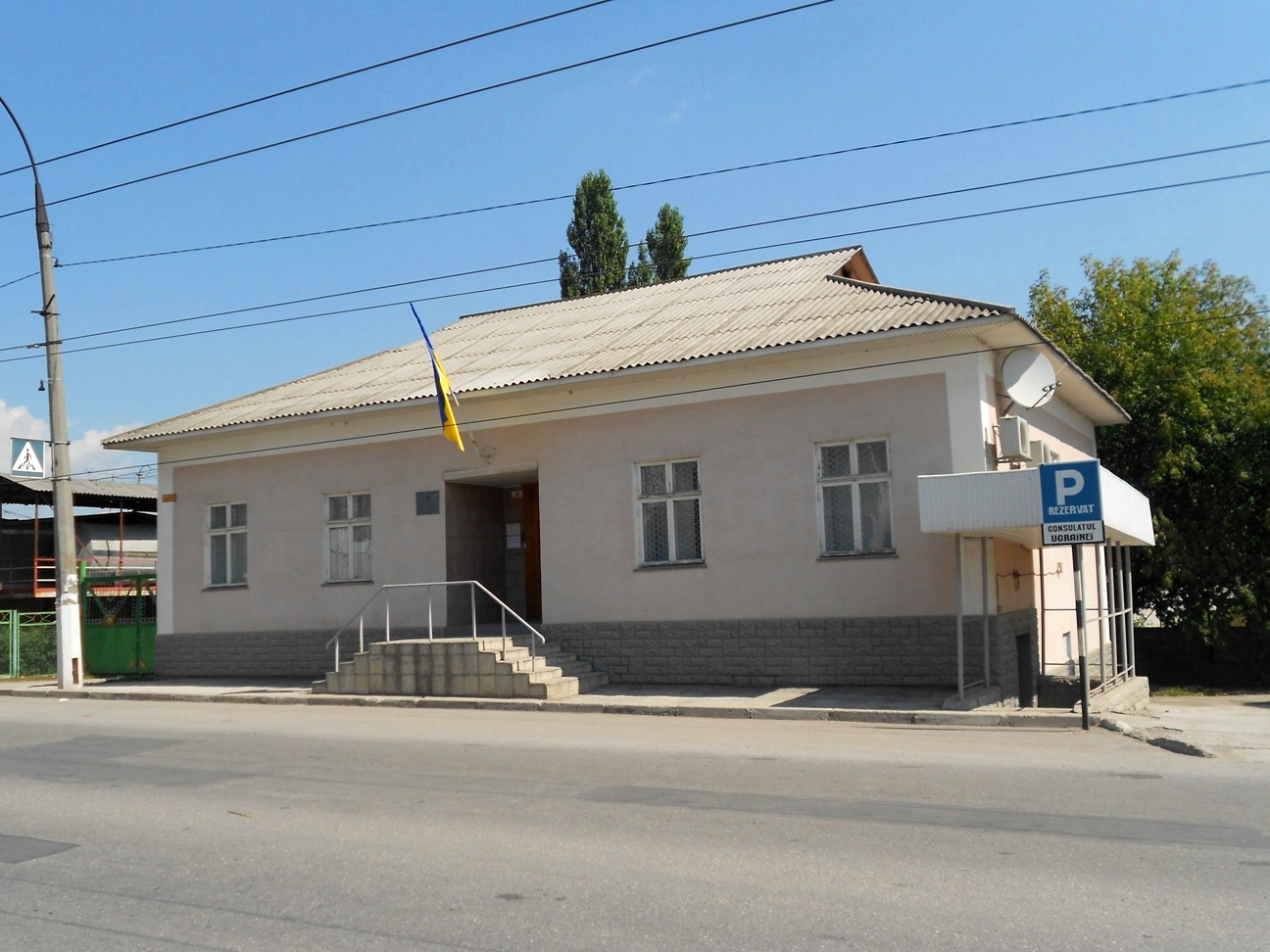
Консульство Украïни

- Австрія: Консульство Австрії [Архівовано 2 травня 2022 у Wayback Machine.] (вул. Міхай Вітязул, 47)
- Румунія: Консульство Румунії [Архівовано 31 березня 2022 у Wayback Machine.] (вул. Сфынтул Николае, 51)
- Україна: Консульство Украïни [Архівовано 13 травня 2022 у Wayback Machine.] (вул. Київська, 143)